# NetBlocks
NetBlocks是一个监测网络安全和互联网監管的监督组织。该組織成立於2017年，目的是监测互联网自由。NetBlocks會发布关于互联网監管和可持續能源的报道 。